# Photonics Research Labs

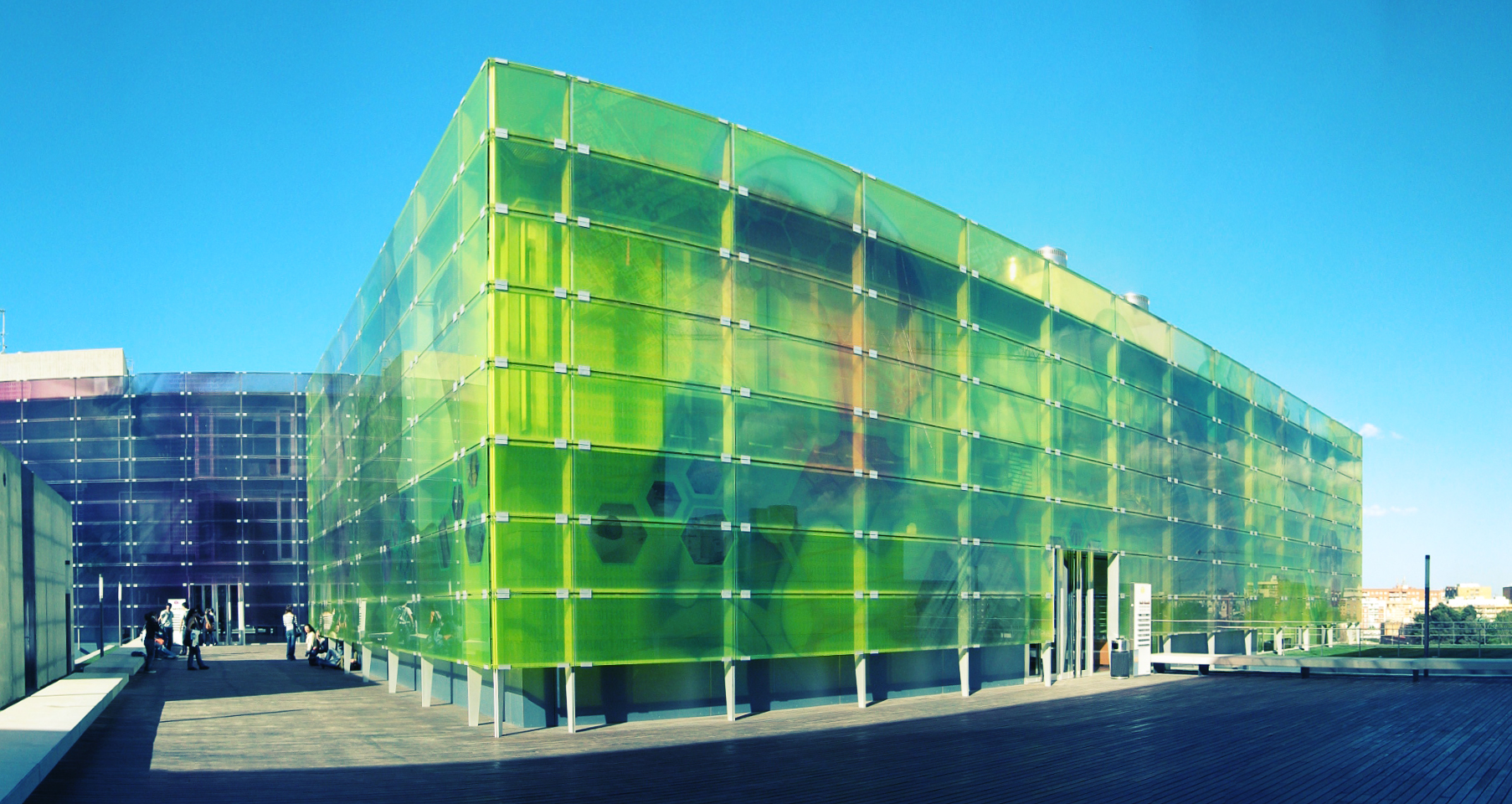
El PRL está ubicado en la Ciudad Politécnica de la Innovación.

El Photonics Research Labs (PRL) es un grupo de investigación perteneciente al Instituto Universitario de Telecomunicación y Aplicaciones Multimedia (iTEAM). Su misión es contribuir al progreso científico en el campo de la fotónica y abordar diferentes retos sociales e industriales mediante la investigación y el desarrollo de nuevas tecnologías ópticas. Está ubicado en el Campus de Vera de la Universitat Politècnica de València (UPV), en el edificio 8G de la Ciudad Politécnica de la Innovación (CPI).

## Historia
El Photonics Research Labs (PRL) tiene como precedente el Optical and Quantum Communications Group (OQCG), grupo de investigación creado en 1991 dentro del Departamento de Comunicaciones de la UPV. El 29 de julio de 2005 el Consell de la Generalitat Valenciana crea, a propuesta del Consejo Social de la Universidad Politécnica de València, el Instituto Universitario de Telecomunicación y Aplicaciones Multimedia (iTEAM) como Instituto Universitario de Investigación, siendo el OQCG uno de sus principales impulsores.

## Actividad investigadora
Actualmente, el grupo PRL está compuesto por cerca de 40 miembros, entre profesores universitarios, doctores investigadores y doctorandos. Desde sus inicios ha participado en más de 100 proyectos de investigación nacionales y europeos (incluidas dos ERC Grants), ha publicado más de 400 artículos en revistas indexadas y ha desarrollado más de una veintena de patentes. Como resultado de dicho esfuerzo investigador, han surgido 3 empresas (spin-off) que comercializan, respectivamente, servicios de integración de chips ópticos, sensores de fibra óptica para aplicaciones de ingeniería civil y equipos de medida y test para fotónica.

## Actividad docente
Varios de sus investigadores son Catedráticos y Profesores Titulares del Departamento de Comunicaciones de la UPV e imparten asignaturas relacionadas con la fotónica, comunicaciones y redes ópticas dentro de las titulaciones del Grado en Ingeniería de Tecnologías y Servicios de Telecomunicación, el Máster Universitario en Tecnologías, Sistemas y Redes de Comunicaciones y el Máster Universitario en Ingeniería de Telecomunicación (MUIT), impartidas en la Escuela Técnica Superior de Ingenieros de Telecomunicación de esta Universidad. 
Esta actividad docente ha derivado en la publicación de varios libros y cursos masivos en línea (MOOC), además de múltiples objetos de aprendizaje digitales, todos ellos en el campo de las comunicaciones ópticas y registrados en el repositorio de la Universitat Politécnica de València.

## Organización
El PRL está organizado en 7 líneas principales de investigación o laboratorios:
1. Sensores Ópticos
2. Chips Ópticos
3. División por Multiplexación Espacial en Fibras Ópticas
4. Instrumentación Óptica
5. Programación Óptica
6. Fotónica de Microondas
7. Redes Ópticas